# ویسکاو
ویسکاو (به آلمانی: Wieskau) یک منطقهٔ مسکونی در آلمان است که در زودلیشس آنهالت واقع شده‌است. ویسکاو  ۳۱۴ نفر جمعیت دارد.